# 維蒂氏狗母魚
維蒂氏狗母魚，為輻鰭魚綱仙女魚目合齒魚亞目合齒魚科的其中一種，分布於西印度洋馬達加斯加東北部海域，棲息深度36-40公尺，體長可達13.1公分，為底棲性魚類，屬肉食性，生活習性不明。